# Hartmut Eichel
Hartmut Eichel (* 10. Februar 1952 in Wolmirstedt) war Fußballspieler beim 1. FC Magdeburg, mit dem er 1970 DDR-Juniorenmeister wurde. Verletzungsbedingt konnte er nur ein Spiel in der DDR-Oberliga, der höchsten ostdeutschen Spielklasse absolvieren. Er war danach bei mehreren Gemeinschaften Fußballtrainer.

## Sportliche Laufbahn
Eichel wuchs in der ländlichen Gemeinde Loitsche, 20 Kilometer nördlich von Magdeburg gelegen, auf und begann dort bei der Betriebssportgemeinschaft Traktor Fußball zu spielen. Über die BSG Kali Wolmirstedt kam er mit 15 Jahren zum 1. FC Magdeburg, dem Fußballschwerpunkt der Region. Mit der Junioren-Oberligamannschaft wurde Eichel 1970 DDR-Meister. Nachdem er für den Männerbereich spielberechtigt wurde, kam er dort am 12. April 1970 im Punktspiel der 2. Mannschaft gegen Chemie Wolfen (1:1) in der zweitklassige DDR-Liga erstmals zum Einsatz. In der Saison 1969/70 wurde er in der 2. Mannschaft insgesamt viermal aufgeboten, abwechselnd im Mittelfeld und im Angriff. Sein einziges Oberligaspiel bestritt Eichel in der folgenden Spielzeit am 19. September 1970. In der Begegnung des 5. Spieltages 1. FCM – Stahl Riesa (2:2) wurde er in der 59. Minute für den Mittelfeldspieler Klaus Decker eingewechselt. Nach einem Zusammenstoß mit einem Riesaer Spieler stürzte er so unglücklich, dass er nach dem Spiel wegen starker Hüftschmerzen ärztlich behandelt werden musste. Die wahre Ursache, ein starker Bluterguss im Hüftbereich, wurde zu spät festgestellt, sodass Eichel einen Dauerschaden davontrug. Seit dieser Zeit ist ein Bein von der Hüfte ab steif, und Eichel musste seine Laufbahn als aktiver Fußballspieler beenden.
Seit mehreren Jahren ist Eichel Mitglied des Sportgerichts des Fußballverbandes Sachsen-Anhalt. Er pflegt weiterhin Kontakte zu seinen ehemaligen Magdeburger Mannschaftskameraden und organisiert die Treffen der FCM-Juniorenmeister von 1970.